# Херцогство Модена и Реджо
Вижте пояснителната страница за други значения на Модена.
Херцогство Модена и Реджо (на италиански: Ducato di Modena e Reggio; на латински: Ducatus Mutinae et Regii) е държава на Свещената Римска империя (до 1806) в Северозападна Италия, съществувала от 1452 до 1796 и от 1814 до 1859 г.

## История
Херцогство Модена и Реджо е създадено през 1452 г. за фамилията Есте, която по това време управлява също и Ферара. През 1796 г. херцогството е завладяно от Наполеон Бонапарт, който го включва в Цизпаданската република. От 1797 г. херцогството е към Цизалпинската република. От 1805 г. територията е към наполеоновото Кралство Италия (1805 – 1814).
През 1796 г. херцогството е окупирано от френската революционна войска. Ерколе III д’Есте, последният херцог от рода Есте, заминава за Германия, където умира през 1803 г. През 1814 г. дъщеря му Мария Беатриче и нейният съпруг Фердинанд Карл, син на императрица Мария Тереза, си връщат херцогството и управляват с фамилното име Хабсбург-Есте. По това време херцогството включва Модена, Реджо, Гуастала, Фриняно, Гарфаняна, Луниджана, Маса и Карара.
Хабсбургските херцози на два пъти, по време на революциите през 1831 и 1848 г., са прогонвани за кратко. След войната между Пиемонт и Австрия от 1859 г. те окончателно напускат херцогството. През декември същата година, то се обединява с Великото херцогство Тоскана и Херцогство Парма в Обединени провинции на Централна Италия, които през март 1860 г. са анексирани от Кралство Сардиния.

- Северна Италия през 1796 г.
- Херцогският дворец в Модена